# Фрида Кало
Фрида Кало (шп. Frida Kahlo; Којоакан, 6. јул 1907 — Којоакан, 13. јул 1954) је била мексичка сликарка.
Рођена је као Магдалена Кармен Фрида Кало и Калдерон у родитељској кући у Којоакану, који је у то време био мало предграђе Мексико Ситија. Њен отац је био сликар и фотограф немачко-јеврејског порекла, чија је породица потекла из Орадее у Румунији. Кало је била запажена по својој неконвенционалној појави, укључујући јако наглашене обрве и танке брчиће које није уклањала. Након саобраћајне несреће у којој је обогаљена 1925. године, Кало је одустала од медицинске каријере и окренула се сликарству. Сликајући сопствена искуства, њени радови су често били шокантни у приказима бола и тешког живота жена. Чак педесет пет од њених сто четрдесет три слика су аутопортрети који садрже лични симболизам допуњен графичким анатомским референцама. Била је под утицајем аутохтоне мексичке културе, чије је виђење сликала јаким бојама, мешавином реализма и симболизма.
Њене слике су привукле пажњу сликара Дијега Ривере, за кога се касније и удала. Била је активни присталица комунизма. Сматра се да је била у вези са Лавом Троцким, кога су убили агенти Јосифа Висарионовича Стаљина у стану у граду Мексику, 1940. године. После смрти Троцког, Фрида га се одриче и постаје стаљиниста, називајући Маову Кину „новом надом социјалиста“. Њен дом је био украшен многим соцреалистичким уметничким делима, укључујући портрете Карла Маркса, Фридриха Енгелса, Јосифа Стаљина и Мао Цедунга. Иако је рад Фриде Кало понекад класификован као надреалистички, и она јесте неколико пута излагала са европским надреалистима, сама је одбацила такву категоризацију. Њена преокупација женским темама и фигуративном веродостојношћу којом их је представљала, начинила је од ње феминистичку култну личност задњих деценија XX века.

## Детињство, младост и образовање
Фрида Кало де Ривера, мексичка уметница, рођена је 6. јула 1907. године, под именом Магдалена Кармен Фриеда Кало и Калдерон (шп. Carmen Friеda Kahlo Y Calderón) у месту Којоакан у Мексико Ситију. Њен отац, Вилхелм Кало био је сликар и фотограф, пореклом јеврејин. Био је веома благе нарави, затворен и повучен, свирао је клавир и читао је немачке филозофе. Са друге стране, њена мајка католикиња, Матилда, била је неписмена, незадовољна и углавном нерасположена жена. Фрида Кало на свет је дошла непосредно после смрти Вилхелмове прве жене, тако да има две старије и три млађе полусестре. Дом у коме је Фрида Кало рођена претворен је у музеј посвећен управо њеном животу, а познат је под називом Плава Кућа.
Много година касније променила је своја два кључна биографска податка: почела је да се представљала се као Фрида Кало и тврдила је да је рођена 7. јула 1910. године како би се тај датум поклапао са почетком Мексичке револуције. Са шест година разболела се од дечје парализе, због чега је девет месеци лежала у кревету и трпела несносне болове. Након опоравка, као последица болести, једна нога остала јој је тања и краћа од друге, због чега је неретко била предмет подсмеха својих вршњака. Међутим, то је није обесхрабривало. Једноставно, није се тога стидела, била је поносна, пркосна и сопствени недостатак претворила је у предност. Мајка ју је потајно сажаљевала, али од оца је добијала подршку и дивљење. Говорио јој је како је боља од других јер је храбрија и паметнија. Била му је љубимица, од његових шест кћери једино се она школовала.
У средњој школи Фрида је пронашла и свог првог момка. Једног дана док су се возили аутобусом, доживели су саобраћајну несрећу у којој је Фрида озбиљно повређена. Неколико месеци је провела у болници што је учинило да се њен младић Алехандро временом удаљи од ње. Не би ли јој прекратили муке и време, родитељи су јој донели бојице и тако је она почела да слика, углавном аутопортрете, пошто у болници није било превише инспирације. Захваљујући надљудској снази, пркосу и инату који су је одржали, поново је проходала када је имала деветнаест година, али је за живота патила од тешких болова и дуже временске периоде проводила је по болницама. Оперисана је више од тридесет пута, а да би олакшала патњу, одавала се алкохолу и дрогама. Након опоравка, кућне финансије су пресушиле, због чега је Фрида морала да напусти школу и пронађе посао. Иако самоука, од свих послова једино је умела да слика. На једној забави упознала је Дијега Риверу, свог будућег мужа, највећег мексичког сликара, коме је објаснила чиме се бави и показала му своје слике.

## Брак
Услед недостатка новца, Фрида одлучује да нађе посао али пошто није знала ништа друго да ради, осим сликања, одлучује тиме да се бави. Тако се упознаје са познатим мексичким сликаром и муралистом Дијегом Ривером од кога тражи савете у вези са сликањем као својим будућим позивом. Савет који јој је дао био је довољан подстицај за даљи рад: „Твоје слике су посебне, тако ″мексичке″. Даровита си и имаш стила. Мораш да наставиш са радом, али немој никога да опонашаш. Буди своја, довољно си добра и другачија.“ Убрзо се Фрида и Дијего упуштају у љубавну везу. Венчали су се 1929. године. Она је имала само двадесет две године, а он четрдесет три. Фридина мајка није одобравала овај брак будући да је Дијего доста старији од ње и због тога је на њеној свадби присуствовао само њен отац. Поред заједничке склоности ка сликању, обоје су били веома активни у Комунистичкој партији у Мексику.
Славни пар је у почетку имао надимак „Слон и голубица“ који је касније замењен надимком „Лепотица и звер“ због турбулентности њихове везе. Најчешће се њихов брак оцењивао као контроверзан и непримерен, јер је укључивао многе преваре и разочарања које је Фрида најбоље успела да прикаже у својим сликама. Њихова бурна и страствена веза је оставила на Фриди велики траг у погледу душевне боли и уметничког стварања, па се због тога сматра да је ова веза била јако подстицајна за њу у уметничком смислу, јер су управо у том периоду настала њена најбоља аутобиографска дела. У почетку, Фрида је покушавала да оправда Дијегове преваре како би себи олакшала, говорећи да је његова уметничка природа таква. Касније се и она сама упушта у љубавне афере, између осталог и са Лавом Троцким, али и са многим женама. Услед душевне боли, својевремено је од беса отворила живе ране од операција на кожи како би патњу премостила на физичку бол. Вероватно је због тога рекла да је имала две несреће у животу, прва је била саобраћајна а друга Дијего. Као још једна несрећа и бол у низу патњи, за Фриду су била четири побачаја после којих су лекари установили да више не може имати децу. Побачаји су били последица саобраћајне несреће која ју је задесила са осамнаест година. Три најупечатљивије слике које имају најдоследнији приказ њене патње које је осећала због љубави према Дијегу зову се „Лудо заљубљени“, „Скраћивање“ и „Сећање“. Слику Лудо заљубљени Фрида је насликала након сазнања о афери између Дијега и њене млађе сестре Кристине. Затим дело Скраћивање је посвећено искључиво Дијегу због кога је одсекла своју дугу, црну косу коју је он обожавао, а кроз слику Сећање Фрида приказује своје прободено срце које лежи поред њених ногу и нову одећу, чиме жели да одбаци све оно што је везује за Дијега.
Након њиховог развода Фрида се поново тешко разболела и тада опет ступа у везу са Дијегом после чега су се поново венчали. За време њене тешке болести Дијего је био уз њу све до њене смрти, али није престајао да се виђа са другим женама, па се чак спекулисало о томе да је хтео да се ожени мексичком глумицом Маријом Феликс. Годину дана после Фридине смрти Дијего је Плаву кућу предао мексичкој влади с надом да ће та кућа, у којој се Фрида родила и провела највећи део свог живота, постати музеј. Иначе, њену смрт Дијего је доживео као најгори дан свог живота. Он умире три године после ње, а његова последња жеља је била да се његов пепео помеша са Фридиним.

## Каријера сликарке и најпознатија дела
Након саобраћајне несреће Фрида је одустала од студирања медицине и посветила се сликарству. У почетку је сликала да би јој дуготрајан опоравак од несреће брже прошао. У току свог опоравка највише је била заокупљена аутопортретима. Једном приликом је изјавила да највише слика саму себе јер се често осећа усамљеном и јер себе као особу најбоље познаје. Родитељи су јој пружили велику подршку у овом периоду живота. Мајка јој прави посебне ногаре за сликање који је Фрида користила док је лежала у постељи, а отац јој позајмљује своју кутију уљаних боја као и своје четке за сликање. Фрида је прошла кроз мукотрпан брак, више побачаја и доста операција. Све је то утицало на њено сликарство тако да доста њених слика носи елементе бола у себи, приказују тежак живот жене и често су шокантне. Овакви прикази слика јој и доносе статус феминистичке иконе.
Насликала је више од сто четрдесет слика, а уз то и доста цртежа. Аутопортрета има педесет пет где је приказана реалистично и често се види њен психички бол. Она је на таквим приказима слика инсистирала и рекла је да никада не слика снове него само стварност.
На Фридине слике је велики утицај имао Дијего Ривера. Фрида се увек дивила његовим сликама. Први пут га је срела 1927. године и том приликом му је показала четири своја дела и питала га за његово професионално мишљење. Дијего је био одушевљен и рекао јој је да има талента. Од тада он Фриду често посећује и даје јој корисне савете који се тичу сликарства али јој у исто време даје и доста слободе како би развила сопствени стил. На Фриду такође утиче и мексичка култура, која се примећује када она користи јарке боје, реализам, симболизам као и примитиван стил. Често је на својим сликала имала симболичног мајмуна. Он у мексичкој култури представља симбол жудње, али их Фрида на својим сликама представља као симбол нежности и заштите. Често слика и хришћанске и јеврејске теме. Комбинује елементе из класичне верске мексичке заједнице са надреалистичним. Типичан представник утицаја мексичке културе је слика Аутопортрет са огрлицом од трња која по стилу подсећа на традиционалне мексичке побожне слике. Насликана је 1940. године када она прекида брак са Дијегом Ривером. На слици је приказана огрлица која упућује на трнову круну коју је носио Исус током своје муке, а представља понижење које је Фрида претрпела од супруга. Са огрлице виси мртав колибри, традиционални мексички талисман који носе они који жуде за љубављу. А на раменима су приказана два демона као њени љубимци – смрт у облику црне мачке и ђаво у облику мајмуна. Године 1938. Фрида је имала прву и једину сопствену изложбу слика у галерији Јулијана Левија у Њујорку. Дело су доживела добре критике. Годину дана касније добија позив од Андреа Бретона и одлази у Париз где излаже своје слике. Лувр купује њену слику Le Cadre која је заправо њен аутопортрет. Ово дело је прво из Мексика из 20. века које је изложен у таквом познатом музеју.

### Најзначајније слике
- Аутопортрет, 1922. шп. Autorretrato[8]
- Аделита, Пончо Виља и Фрида, 1927. шп. La Adelita, Poncho Villa y Frida[9]
- Аутобус, 1929, шп. El camiόn Дијего и ја[10]
- Аутопортрет у сомотској хаљини, 1926, шп. Autorretrato con traje de terciopelo[10]
- Фрида и Дијего Ривера, 1931, шп. Frida y Diego Rivera[10]
- Између завеса, 1937, шп. [10]
- Сећање, 1937, шп. [9]
- Ја и моја лутка, 1937, шп. [9]
- Плодови земље, 1938. шп. Frutos de la tierra[11]
- Шта сам видела у води, 1938, шп.
- Две Фриде, 1939, шп. Las dos Fridas[9]
- Аутопортрет са огрлицом од трња, 1940, шп.
- Ја и моји папагаји, 1941, шп. Yo y mis pericos[10]
- Цвет живота, 1943. шп. Flor de la vida[12]
- Корени, 1943. шп.
- Мој портрет и мајмун, 1943, шп.
- Сломљени труп, 1944, шп. La columna rota[8]
- Без наде, 1945, шп.
- Рањени јелен, 1946, шп. El venado herido[13]
- Дрво наде, 1946. шп. Arbol de la esperanza[14]
- 1949, шп. Diego y yo[8]
- Живео живот, 1954, шп. Viva la vida[10]

## Смрт
Током 1953. године, Фриди су морали да ампутирају ногу до колена јер је добила гангрену. Због тога је била веома депресивна и склона самоубиству. Планирала је самоубиство неколико пута. Десет дана пре смрти, 1954. године, четири сата је по пљуску, упркос забрани лекара због упале плућа, заједно са Ривером учествовала у уличном протесту. После тога је пала у кревет и отишла са овог света. Умрла је 13. јул 1954. када је имала четрдесет седам година. Не можемо са сигурношћу рећи да се убила јер званична аутопсија никад није урађена, али последња реченица коју је у свој дневник записала гласи: „Надам се да је одлазак радостан и да се више никад нећу вратити.“
Одмах после смрти, Фрида Кало се преселила у легенду, најпре у родној земљи, али убрзо у читавој Америци и Европи, и постала симбол жене и сликарке. После штампања њених дневника и филма „Фрида“ са Селмом Хајек, слава ове мексичке сликарке постаје управо несравњива. Дијего Ривера је инсистирао да се Фридина Плава кућа претвори у музеј у част познате уметнице, жене којој се увек враћао упркос бројним љубавницама које је имао, и која га је увек чекала, без обзира на бол коју јој је задавао својим преварама.